# 京阪バス門真営業所
京阪バス門真営業所（けいはんバスかどまえいぎょうしょ）は、 大阪府門真市千石東町にある京阪バスの営業所。社用車に記してある略称は「門」。

## 概要
寝屋川営業所（交野営業所開設前）の支所として開設され、交野営業所開設とともに交野営業所の支所となった。このため、「交野営業所門真支所」あるいは単に「門真支所」と呼ばれていたが、2024年7月に支所から独立して正式に営業所へと格上げされた。
当営業所の管轄する路線は、門真市内の京阪電鉄沿線の各駅から、門真団地や門真運転免許試験場を結ぶ路線、大和田駅から四條畷市を結ぶ路線や、四條畷市コミュニティバスなどのコミュニティバスを担当するが、かつては吹田八尾線を担当する営業所として、比較的広範囲に一般路線バスを運行していた。
最寄停留所は「門真車庫前」である。
2009年10月末のダイヤ改正で守口市内を運行する一部経路を寝屋川営業所管轄へ移管し、エリアが縮小された。その一方で2017年には2004年以来となる寝屋川市駅乗り入れが当時とは異なる経路と行先で復活した。

## 沿革
- 1968年（昭和43年）6月9日：寝屋川営業所の支所として開設。
- 1978年（昭和53年）4月1日：交野営業所の開設に伴い、同営業所の支所となる。
- 2010年（平成22年）3月：PiTaPaの使用が可能になった。
- 2024年（令和6年）7月1日：組織改正に伴い「門真営業所」に名称変更。
- 2025年（令和7年）4月13日〜10月13日(予定)：大阪・関西万博開催に伴い大阪駅南(マルビル大阪・関西万博バスターミナル)、中之島駅から万博会場までのバスを運行。門真営業所は電気バス（一部は自動運転バス）、Bタイプ、Hタイプを使用。

## 現行路線

### 門真団地試験場線
門真市内の中部から東部の路線網。大和田駅へ乗り入れる6号経路と古川橋駅へ乗り入れる5号経路の2つがあるが、大きく運行形態が異なり実質的には別路線と言える。2系統は門真団地～西御領間で重複する。
現在、門真市内の京阪バス路線は当路線の2系統を除くと後述の大和田四条畷線および寝屋川営業所が管轄する高柳線のそれぞれごく一部区間程度であるが、過去には当路線において系統が多数設定されており、市内の広範囲をカバーしていた（以下で解説する）。古くは大阪市鶴見区の茨田大宮住宅へ向かうものもあった。
なお2011年12月17日から2023年3月31日まで運行されていた7・7A号経路は当路線とは別の「門真市内線」とされていた。

#### 大和田駅発着
市中南部の千石東町に位置する門真団地バスターミナルと、団地の最寄り駅である大和田駅を結ぶ。一部区間で大東市内を掠める。
現行の6号経路は、2023年12月16日まで運行されていた1号経路と2号経路を統合する形で運行開始。かつての2号経路は右回りと左回りがあったが本系統は左回りのみの設定となっている。
京阪大和田駅では1のりばから発車。
- 6号経路：京阪大和田駅 → 南野口 → 島頭 → 門真団地 → 西御領 → 御領 → 江端 → 門真車庫前→ 門真団地 → 島頭 → 南野口 → 京阪大和田駅
  - 　平日の早朝3本、夕方1本・土休日早朝1本は門真団地始発京阪大和田駅行き。（以前の1号経路と同一）
  - 　平日の早朝2本・土休日の早朝1本は門真団地発、門真車庫前経由京阪大和田駅行き。
  - 最終の平日3本・土休日4本のみ門真車庫前止まり。

#### 古川橋駅発着
門真運転免許試験場と、その最寄り駅となる古川橋駅を結ぶ。この区間はバスとしては短距離であるが利用者が多く、平日と日曜日は折り返し便もほぼ終日多数設定されている。平日朝はかなりの運行本数となる。
日曜日の免許試験場折り返しについては臨時便扱いで年末年始は運休する（公式HPの時刻表にも記載されていない）。
免許試験場から古川橋駅行きについてはのりばが府道上北行きとバスプールの2つある。平日は府道上北行きには朝夕の門真団地始発しか乗り入れず、昼間時間帯は門真団地始発も含め全てバスプールに乗り入れる。一方土休日は臨時便を除き全て府道上北行きに乗り入れる。
元は免許試験場へのアクセスを担うバスは門真市駅を発着していた（3号経路）が、1984年には従来の試験場最寄り駅である古川橋駅発着主体の運行形態となり、京阪門真市駅発着は平日の1往復のみとなっていた。1997年には地下鉄長堀鶴見緑地線・門真南駅開業に伴い、3号経路は門真団地発着から地下鉄門真南発着へ変更。
2023年4月24日、三井アウトレットパーク大阪門真（MOP）の開業に伴うダイヤ改正で3号経路のルートが若干変更となり、同時に派生系統として夕方頃まで30分〜1時間に1本運行されるMOP - 門真南間の3A号経路が新設された（3号経路の事実上の区間便）。これにより門真南駅や長堀鶴見緑地線沿線から試験場へのアクセスは大幅に改善されたが、MOPから門真市駅の区間は変わらず平日1本のみとなっていた。3A号経路は利用率が伸び悩んだことから2024年10月6日に廃止、合わせて3号経路は同日をもって平日1往復から土休日1往復へ変更され、半年後の2025年3月23日改正で廃止。これにより門真市駅からは一般路線バスは完全に消滅、門真南駅についても京阪バスは撤退。
2011年12月16日までは古川橋駅から試験場前を経て地下鉄門真南を結ぶ系統もあり、6号経路（先代）を称していた。門真南駅開業以前は茨田大宮住宅発着であった。
- 5号経路：古川橋駅（南ターミナル） - 免許試験場 - 三島大橋 - 西御領 - 門真団地
  - 平日昼間は1時間あたり免許試験場発着が3～4本、門真団地発着が0～1本。古川橋駅 - 免許試験場間は1時間に4本利用可能。
  - 土曜・祝日等は門真団地発着が1時間に1本程度運行されるのみ。

### 大和田四条畷線
路線名通り大和田駅と四条畷駅を結ぶ系統の他に、大和田駅と四條畷市中部の清滝団地を結ぶ系統もある。基本的には国道163号を辿る幹線路線。
元々は国道163号沿道から松下電器（パナソニック）等への通勤の便として大和田駅から古川橋駅・京阪門真市駅・西三荘経由で守口市駅まで延長運行されているものもあり、四条畷駅発着が22号経路（2006年以降は四条畷駅発の片道のみ）・清滝団地発着が24号経路とされ路線名も「守口四条畷線」であったが、2009年10月31日の改正で廃止され同時に現行の路線名となった。
京阪大和田駅では2のりばからの発車。

#### 四条畷駅発着
四条畷駅では2のりばからの発車。
- 21号経路：京阪大和田駅 - 蔀屋 - 国道中野 - 四条畷市役所 - 四条畷駅
  - 四条畷駅行きの初発便は巣本（片道のみの停留所）始発。
  - 昼間は1時間に1〜2本。ラッシュ時間帯の運行本数も大きくは変わらない。

#### 清滝団地方面
平日のみ、電通大四條畷キャンパスに乗り入れる系統もあったが2024年10月6日に廃止された。
- 23号経路：京阪大和田駅 - 蔀屋 - 国道中野 - 四条畷市役所 - 清滝団地
  - ほぼ終日1時間に1本程度運行されている。
  - 大和田駅行きの初発便は国道中野発。土休日は7時台にも1本運行。

### 高宮四条畷線
寝屋川市内と四條畷市内を結ぶ。
路線単位では交野営業所と共管だが担当経路は全て異なり、こちらは四条畷駅やイオンモール四條畷へ乗り入れる系統を管轄しており、四條畷市内でほぼ完結する系統もある（四条畷駅は大東市内に所在）。一方、交野は太秦住宅周辺や寝屋川公園駅・忍ヶ丘駅（ロータリー）周辺の系統を管轄しており、寝屋川市内の輸送を重視する路線網となっているが、学研都市線方面を中心に2024年10月改正で運行本数が大幅に縮小されている。
イオンモール開業に合わせ2015年10月20日に20号経路と30号経路が運行開始。19号経路は30A号経路とともに2017年4月1日改正で新設、30号経路の門真管轄便もこの改正で設定された。門真営業所の車両が寝屋川市駅に乗り入れるのは2004年4月1日に14号経路を寝屋川営業所に移管して以来13年ぶりとなる。
2022年4月1日改正では、19・20号経路と30号経路が統合され、19A・20A号経路が新設された。また、30号経路も全便が門真営業所の管轄となった。さらに1日1往復のみとなった33号経路のうち四条畷行きのみ移管されたが、翌年の改正でこの便は廃止となった（交野管轄の寝屋川市駅行きは引き続き運行されていたが2024年10月廃止）。
寝屋川市駅では3・四条畷駅では1のりばからの発車。
昼間時間帯は1時間に19A・20A号経路が合わせて3〜4本運行。19・20・30号経路の本数はわずか。
- 19号経路：イオンモール四條畷 - 国道中野 - 四條畷市役所 - 四条畷駅
  - 四条畷駅行きが平日朝に1本、イオンモール行きが夜に平日2本・土休日1本運行。

- 19A号経路：寝屋川市駅（東口） - 初町 - 電通大寝屋川キャンパス - 高宮口 - 市民体育館 - イオンモール四條畷 - 国道中野 - 四條畷市役所 - 四条畷駅

- 20号経路：イオンモール四條畷 - 畷生会病院 - 忍ヶ丘駅口 - 四条畷駅
  - 四条畷駅行きが平日朝に2本、イオンモール行きが夜間4本運行。

- 20A号経路：寝屋川市駅（東口） - 初町 - 電通大寝屋川キャンパス - 高宮口 - 市民体育館 - イオンモール四條畷 - 畷生会病院 - 忍ヶ丘駅口 - 四条畷駅

- 30号経路：寝屋川市駅（東口） - 初町 - 電通大寝屋川キャンパス - 高宮口 - 市民体育館 - イオンモール四條畷
  - 寝屋川市駅行きは夜間の運行が中心である（平日6本・土休日5本）が、14時台にも1本設定されている。
  - イオンモール行きは朝と夜間に1本ずつのみ。

### 太間公園点野線
2024年4月1日より寝屋川市駅西口 - 摂南大学間のNS経路に進出した。これにより、高槻営業所との重複区間が開設以来初めて発生した。

### 飯盛霊園線
彼岸・盆の時期などに臨時運行される。大和田発着便については霊園内巡回が日曜・祝日に「試験運行」という形で運行されており、現在も継続している。いずれも途中停留所での取扱は、霊園方向が乗車のみ、大和田・守口市駅方向が降車のみ可能。
- 臨時：京阪大和田駅 - 蔀屋 - 国道中野 - 四條畷市役所 - 飯盛霊園[経路 1]

- 臨時：京阪守口市駅 - 西郷通 - 農協会館前 - 蔀屋 - 国道中野 - 四條畷市役所 - 飯盛霊園

## 廃止路線

### コミュニティバス
- くるっとBUS
- 都島区バス
  - 2013年4月1日 - 2014年3月31日まで運行。

### リムジンバス
関西空港交通と共同運行。守口市駅 - 門真団地間は2015年10月20日開設、2017年1月28日廃止。枚方へ移管後、2020年4月1日に守口・天満橋系統に再編され廃止。
- 関西空港リムジン・守口線：関西空港 - パナソニック前 -（大日駅） - 守口市駅 - （大和田駅 - 門真団地）

### シャトルバス
西日本ジェイアールバスと共同運行。
京阪電気鉄道沿線から、新大阪駅までの直行手段として2001年3月20日に開設された。鉄道では乗り換えが多くなることから、1日34往復設定されていた。しかし、開業当初から利用率は低迷、わずか半年後に廃止された。当時の運賃は片道500円（往復割引は無し）であった。
経路は国道479号・大阪府道14号を経由、途中無停車。豊里大橋で淀川を渡っていたが、朝夕に限っては渋滞を避けて菅原城北大橋（有料）を経由していた。所要時間は時間帯により25分〜35分であった。
- 新幹線シャトル守口号：新大阪駅 - 京阪守口市駅

### 送迎輸送
2011年6月30日をもって発着地を守口市駅に変更の上、運行社も日本交通に変更されたため廃止された。
三井アウトレットパーク 大阪鶴見の送迎バスのため無料だった。
- はなぽーとブロッサムシャトル：門真市駅 - 三井アウトレットパーク 大阪鶴見

## 車両

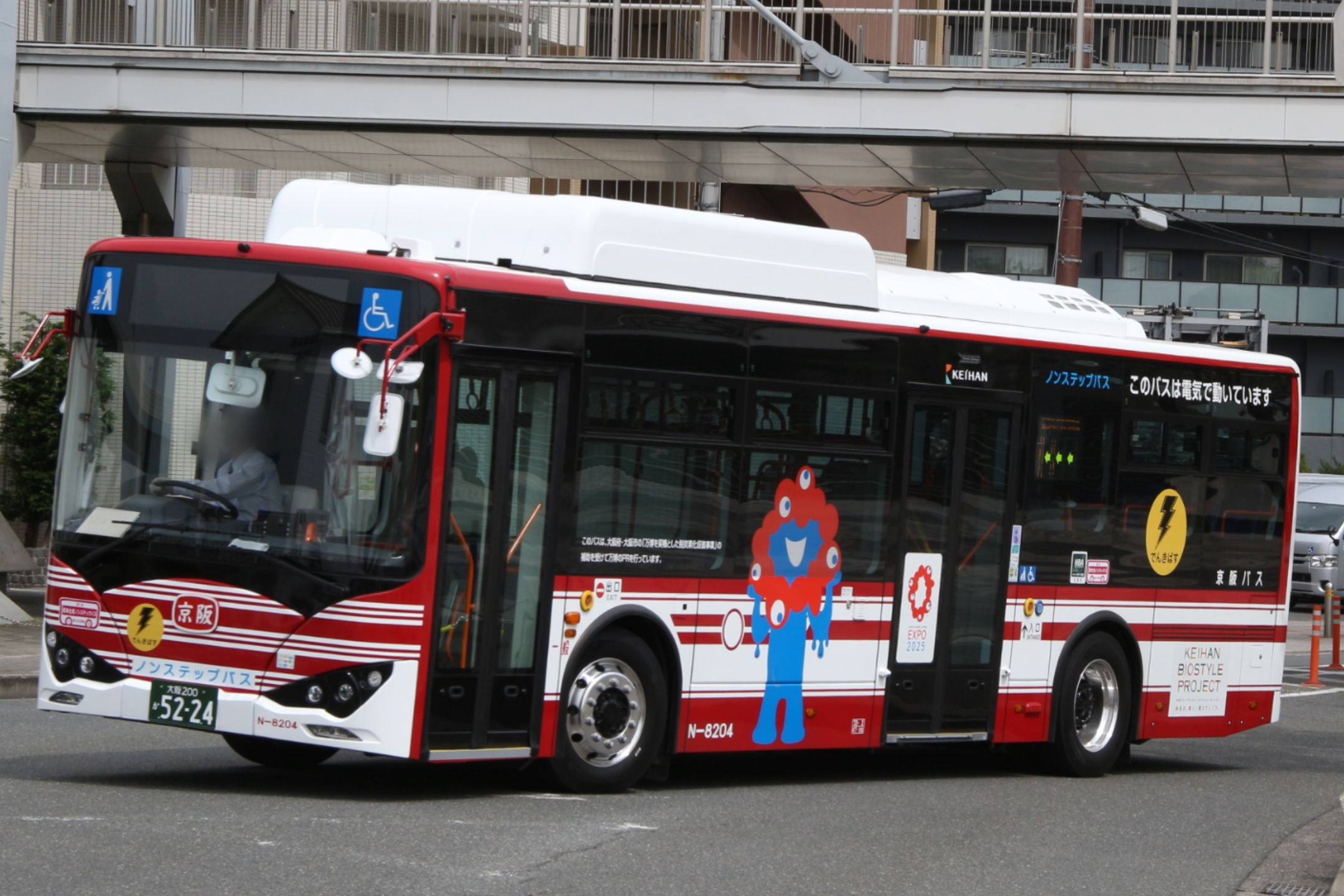
BYD大型電気バス・K8　N-8204号車（門真営業所に転属しているBYD・K8）

かつてはほぼ日野車で揃えられていたが、需要の低下に伴って中型車が中心になり、現在は三菱ふそう車も半数以上が配備されている。ただし2009年の路線縮小により所属台数も減少し、一部は京田辺営業所などに転属した車両も発生した。
中型長尺車のうち、三菱ふそう・エアロミディMKは、この営業所が日本初の導入例として鉄道ジャーナルに紹介されている。
中型短尺車もかつて2台配置されていたが、枚方、山科に各1台ずつが転属し、大津から入れ違いに1台が転属した（現在は廃車）。
送迎専用の車両を配置している。かつては特定免許で運行するスクールバス（守口市立とうこう幼稚園）を1台（学校送迎専属車は他には枚方に1台ある）と、大阪電気通信大学の教職員送迎（必ずしも専属ではない）に使用される、三菱ふそう・エアロミディMJも1台が配備されていた。
関西国際空港へのリムジンバス用に、日野・セレガを4台保有している。
2023年4月には中国・BYD社製の大型電気バス、K8が、2024年2月にK8 v2.0がそれぞれ5台ずつ導入された。

## 他の営業所との重複区間
- 寝屋川営業所：京阪大和田駅 - 天辻工場前間、寝屋川市駅西口 - 摂南大学間。
- 交野営業所：寝屋川市駅東口 - 高宮口間、忍ヶ丘駅。
- 高槻営業所：寝屋川市駅西口 - 摂南大学間。